# Synagoga Etz Chaim w Chanii
Synagoga Etz Chaim w Chanii (hebr. בית הכנסת עץ חיים) – synagoga znajdująca się w Chanii na Krecie, w Grecji. Jest obecnie jedyną czynną synagogą na tej wyspie.
Synagoga powstała w okresie średniowiecza i była użytkowana aż do aresztowania mieszkających na Krecie Żydów co nastąpiło 29 maja 1944 roku. Po zakończeniu II wojny światowej stopniowo popadała w ruinę. W latach 90. XX wieku przeprowadzono remont i ponownie ją otwarto w 1999 roku.